# Ortí Petra
Ortí Petra (en griego, Ορθή Πέτρα) es un yacimiento arqueológico ubicado en la ladera de una colina cerca de la antigua ciudad de Eleuterna, en Creta, Grecia. Se trata de una necrópolis que fue particularmente importante durante la Edad Oscura y la época arcaica.
Este yacimiento arqueológico es excavado desde 1985 por Nikolaos Stampolidis. Muchos de los hallazgos se exhiben en el Museo Arqueológico de Eleuterna.

## Restos arqueológicos
Se trata de una necrópolis en la que se han hallado numerosos enterramientos que fueron realizados mediante diferentes prácticas funerarias, tanto incineraciones como inhumaciones, enterramientos simples y enterramientos en pitoi. Asimismo, se han hallado ricos ajuares funerarios.  
De particular interés es una pira funeraria datada a finales del siglo VIII a. C. que pertenecía a un guerrero de unos 30 años. Al noroeste de la pira se encontró un esqueleto de un hombre entre 30 y 40 años sin cabeza cuyas características sugieren que se trata de un enemigo ejecutado junto a la pira. Este particular hallazgo se ha puesto en relación con los versos homéricos de la Ilíada en los que se describe la ejecución de doce prisioneros troyanos en la pira de Patroclo.
La tumba A1/K1, denominada «tumba de los guerreros», estuvo en uso aproximadamente entre 880 y 650 a. C. En ella fueron quemados principalmente hombres que tenían entre 18 y 45 años. Entre el ajuar funerario se encontraron numerosas armas, entre otros objetos. En esta misma tumba es significativo una especie de escudo de bronce decorado con una cabeza de león. Se ha sugerido que esta pieza podría haber tenido una función de tapa de un recipiente funerario.
Otra tumba destacada es una en la que se enterraron juntas a cuatro mujeres; una de ellas en torno a 72 años y las otras tres mucho más jóvenes, de 13, 16 y 28.
También es destacable una tumba doble en la que la ocupante principal era una mujer de alta posición social, que tenía entre 22 y 25 años. Fue enterrada junto a un hombre de edad indeterminada. En la tumba se encontraron muchas cuentas de diferentes materiales y placas de oro que posiblemente estaban colocadas en una tela que cubría totalmente a la mujer. Singular es una joya de oro que representa una abeja como si fuera una diosa.
El ajuar funerario de las tumbas pone en relación con esta necrópolis con la sociedad descrita en los poemas homéricos, y muestra la existencia de contactos comerciales con otras zonas del mar Egeo, y con lugares más lejanos como Chipre, Egipto, Anatolia y Oriente Medio.